# تهی‌دندان تولوگویجی
تهی‌دندان تولوگویجی (نام علمی: Coelodonta tologoijensis) نام یک گونه از سرده تهی‌دندان است.